# Asceles penicillatus
Asceles penicillatus är en insektsart som beskrevs av Ludwig Redtenbacher 1908. Asceles penicillatus ingår i släktet Asceles och familjen Diapheromeridae. Inga underarter finns listade i Catalogue of Life.